# Keizer
Keizer è una città degli Stati Uniti d'America, situata nella Marion, nello stato dell'Oregon.